# Jordanien
Jordanien (arabiska: الْأُرْدُن, al-Urdun), formellt Hashimitiska kungadömet Jordanien, är en arabisk stat i Mellanöstern. Huvudstaden är Amman. Landet gränsar till Syrien i norr, Irak österut, Saudiarabien i sydost och Israel samt Palestina. Även om Jordanien formellt är en konstitutionell monarki så har det hashimitiska kungahuset, som styrt landet sedan dess begynnelse och räknar sina anor från profeten Muhammed, mycket stor makt.
Jordanien räknas till utvecklingsländerna. Landet är västorienterat, och medlem i arabförbundet, Världshandelsorganisationen, Arabparlamentet, AIDMO, Internationella valutafonden, FN, Internationella domstolen, FN:s ekonomiska och sociala kommission för Västasien, FN:s råd för mänskliga rättigheter och GAFTA. Landet för även handelssamtal med EU och Gulfstaternas samarbetsråd.

## Historia

### Osmanska riket
Från 1500-talet fram till första världskriget ingick området i Osmanska riket.

### Palestinamandatet
Efter det Osmanska rikets upplösning efter första världskriget tillhörde landet fram till självständigheten 1946 det brittiska Palestinamandatet. År 1921 delades detta mandat i två delar varvid området öster om Jordanfloden blev emiratet Transjordanien och Abdullah Ibn Hussein, son till sharif Hussein ibn Ali i Mekka, insattes som emir.

### Självständighet
År 1946 erkändes Transjordanien som en självständig stat och emiren upphöjdes till kung. Under det arabisk-israeliska kriget 1948-1949 ockuperade och annekterade Transjordanien Cisjordanien och detta område kom att kallas Västbanken. Efter kriget byttes namnet 1949 till Jordanien för att markera att även Västbanken ingick i riket.
1958 gick Jordanien ihop med Irak i Arabunionen Irak-Jordanien (الاتحاد العربي) i vad som var menat som en union. Det blev dock bara en kortlivad konfederation som upphörde samma år. 1965 bytte Jordanien ut stora landområden öken mot Aqaba och omgivande områden av Saudiarabien, vilket gav landet tillgång till en hamn.
År 1967 förlorade Jordanien sina ockuperade territorier inkl. jordanska bosättningar väster om floden Jordan, sedan landet tillsammans med Egypten och Syrien förlorat mot Israel i sexdagarskriget.
Jordanien gav under dess första år medborgarskap till de flesta personer som bodde inom landets gränser. Detta har dock ändrats på senare år och staten har dragit in medborgarskap för de som anses vara palestinier. De ges dock fortfarande rätt att arbeta i landet.

## Geografi
Jordanien ligger i mellanöstern och gränsar i norr till Syrien, i nordost till Irak, i öster och i söder till Saudiarabien och i väst till Israel och västbanken. Tillsammans är gränser på 1619 km. Man har även en liten mängd kust (26 km totalt), man gränsar till Aqabaviken och Röda Havet.

### Topografi
Naturen består mest av torra ökenplatåer i öster, med ett höglandsområde i väster. Delen av det östafrikanska gravsänkesystemet vid Jordanfloden agerar som en naturlig gräns mellan Jordanien och Israel. Den högsta punkten i landet är Jabal Ram, den lägsta är Döda havet.

### Klimat
Klimatet i Jordanien är torrt och varmt, på grund av de stora ökenområdena. I landets västra delar får man dock mellan november och april större mängd nederbörd under regnsäsongen.

## Styre och politik

### Konstitution och styre

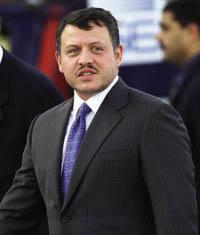
Abdullah II av Jordanien

Jordanien är en konstitutionell monarki byggd på en konstitution från 1952. Kungen av Jordanien och hans ministerråd har den verkställande makten. Den jordanska kungen har en långtgående makt, han undertecknar och verkställer alla lagar, men hans veto kan ignoreras om två tredjedelar i över- och underhuset i Jordaniens parlament röstar för det. Det är också kungen som utser (och avskedar) landets domare, godkänner tillägg till konstitutionen, förklarar krig och styr de krigförande trupperna. Kungens ministerråd leds av en premiärminister och utses av kungen, som också kan avskeda rådsmedlemmar på premiärministerns begäran. Rådet svarar till underhuset i Jordaniens parlament och kan tvingas avgå om två tredjedelars majoritet i underhuset röstar för det.
Den lagstiftande makten i Jordanien tillhör landets tvåkammarparlament. Underhuset består av 150 personer som väljs för fyra år vid allmänna val. Senatens 75 medlemmar väljs av kungen för perioder om åtta år. 15 platser är reserverade för kvinnor. Platser är även reserverade för kristna och tjerkesser.
Enligt Freedom House, rankas Jordanien som det tredje friaste arabiska landet och som "delvis fri" i en rapport av Freedom in the World under 2018.

### Administrativ indelning
Jordanien är sedan 1996 indelat i 12 provinser (muhafaza) ledda av guvernörer. Guvernörerna, som är utsedda av kungen, styr statliga departement och utvecklingsprojekt i sina respektive provinser.

## Ekonomi och infrastruktur
Jordanien är ett mindre land, fattigt på egna naturtillgångar. Man är också beroende av utomstående länder för att möta sina inhemska energikrav. Främst möts detta genom ett regionellt samarbete med länderna i Gulf Cooperation Council och genom en naturgas-pipeline från Egypten. Landets inkomster kommer ifrån lättare produktionsvaror, främst textiler och kläder (som enligt avtal kan exporteras till USA utan tullar och andra handelshinder), men man är också starkt beroende av en export av fosfater och pottaska, stöd från jordanier utomlands och ekonomiskt bistånd från andra länder. Ekonomisk reform eftersöks, man satsar mycket på att få den inhemska IT- och turismsektorn att växa.

### Näringsliv

#### Turism
Turismen i Jordanien är bland annat inriktad på:
- Petra
- Jarash (Gerasa)
- Ökenslotten
- Wadi Rum

### Infrastruktur

#### Transporter
Jordaniens vägnät omfattade år 2000 totalt 8 000 kilometer och är även den viktigaste transportlänken som förbinder samtliga större städer. Den största delen av vägarna är asfalterade. Transitleden Aqaba-Bagdad byggs ständigt ut då det är den viktigaste vägen i landet. Den enda hamnen i landet, Aqaba, får stora bidrag för att kunna öka kapaciteten. Landets järnvägsnät är dåligt utbyggt och den gamla Hijazjärnvägen som byggdes för pilgrimsresor från Syrien genom Jordanien till Medina och Mekka är ålderstigen och av ringa betydelse. Den nybyggda järnvägen Maan-Aqaba är en viktig länk för att främja fosfatexporten.
Det statliga flygbolaget är Royal Jordanian Airline, Jordan Aviation & Alia och det finns internationella flygplatser i Jordanien/Amman som Amman - Queen Alia International Airport, Amman - Marka Airport och i staden Aqaba, Aqaba - King Hussein International Airport.

## Befolkning

### Demografi

#### Större städer
De tre största städerna är huvudstaden Amman, az-Zarqa och Irbid, alla i den nordvästra delen av landet.

#### Minoriteter
Majoritetsbefolkningen är araber. I landet finns flera miljoner palestinska flyktingar. De finns därtill ett relevant FN-organ, UNRWA.

### Språk
Det officiella språket i Jordanien är arabiska men även engelskan är ett språk som många utbildade jordanier talar. I Jordanien är det obligatoriskt att lära sig arabiska och engelska. Franska lär man ut i vissa statliga och privata skolor men det är inte obligatoriskt.

### Religion
Mer än 90% av Jordaniens befolkning är sunnimuslimer. Islam är den etablerade religionen och dess institutioner får statligt stöd. Den jordanska konstitutionen från 1952 kräver att kungen och hans efterföljare måste vara muslimer och söner till muslimska föräldrar. Religiösa minoriteter inkluderar kristna av olika grupperingar, ett fåtal shiamuslimer och ännu färre personer av andra religioner.

### Sociala förhållanden
Enligt FN är landet det arabland som har minst dåliga mänskliga rättigheter, även om hedersmord, tortyr och ojusta rättegångar är vanligt förekommande. Landet räknas till "Icke fria länder" av Freedom House. Landet tillämpar dödsstraff.
År 2017 avskaffades lagen som lät våldtäktsmän undkomma straff ifall de gifte sig med offret.

## Kultur

### Massmedia

#### Press och förlag
Jordanien har fyra dagstidningar, de tre största är ad-Dustur (Konstitutionen) med en upplaga på 100 000 exemplar, ar-Ray (Opinion) med sina 90 000 exemplar, den engelskspråkiga The Jordan Times med cirka 15 000 exemplar. Den jordanska regeringen har aktiemajoritet i tidningarna och innehållet anses vara regeringsstyrt. 

#### Radio och television
TV och radio sköts av det statliga radio- och tv-bolaget Jordan Radio and Television Corporation (JRTV, grundat år 1968). Radion sänds i totalt tre kanaler varav en är på engelska och en med högläsning ur Koranen. De två tv-kanalerna som finns i landet sänder på både engelska och franska. Per tusen invånare finns det 84 tv-mottagare och 372 radiomottagare. Jordanien är litet till ytan och de flesta bor i gränstrakter och kan således även se grannländernas TV-utbud, t.ex. Israels och Saudi-Arabiens.

## Internationella rankningar
| Organisation                                | Undersökning                   | Rankning   |
| ------------------------------------------- | ------------------------------ | ---------- |
| Heritage Foundation/The Wall Street Journal | Index of Economic Freedom 2019 | 53 av 180  |
| Reportrar utan gränser                      | Pressfrihetsindex 2019         | 130 av 180 |
| Transparency International                  | Korruptionsindex 2018          | 58 av 180  |
| FN:s utvecklingsprogram                     | Human Development Index 2018   | 102 av 189 |